# Le Châtelard, Savoie
Le Châtelard, Savoie là một xã thuộc tỉnh Savoie trong vùng Auvergne-Rhône-Alpes ở đông nam nước Pháp.